# Maesa persicifolia
Maesa persicifolia är en viveväxtart som beskrevs av Asa Gray. Maesa persicifolia ingår i släktet Maesa och familjen viveväxter. Inga underarter finns listade i Catalogue of Life.